# Jon Henrik Fjällgren
Jon Henrik Mario Fjällgren (Cali, 26 aprile 1987) è un cantante colombiano naturalizzato svedese e appartenente al popolo Sami. È noto per aver vinto il Talang Sverige 2014 e per le sue partecipazioni nel Melodifestivalen.

## Biografia
Nato a Cali, in Colombia, ha vissuto parte dell'infanzia in un villaggio indigeno finché in giovane età non ha raggiunto un orfanotrofio, dove è stato adottato da una famiglia sami-svedese. È entrato a far parte della comunità Siida di Mittådalen (nella provincia storica dell'Härjedalen), dove vive tuttora.
Ha iniziato a cantare a 14 anni delle canzoni popolari Sami ed ha ottenuto maggior risalto quando si è esibito per il re Carlo XVI e la regina Silvia.
All'età di 26 anni ha vinto il Talang Sverige 2014 vincendo con una canzone di origine Sami. Dopo la vittoria ha rilasciato l'album Goeksegh.
L'anno successivo ha partecipato al Melodifestivalen nella terza semifinale con la canzone Jag är fri (Io sono libero), raggiungendo il secondo posto nella competizione canora.

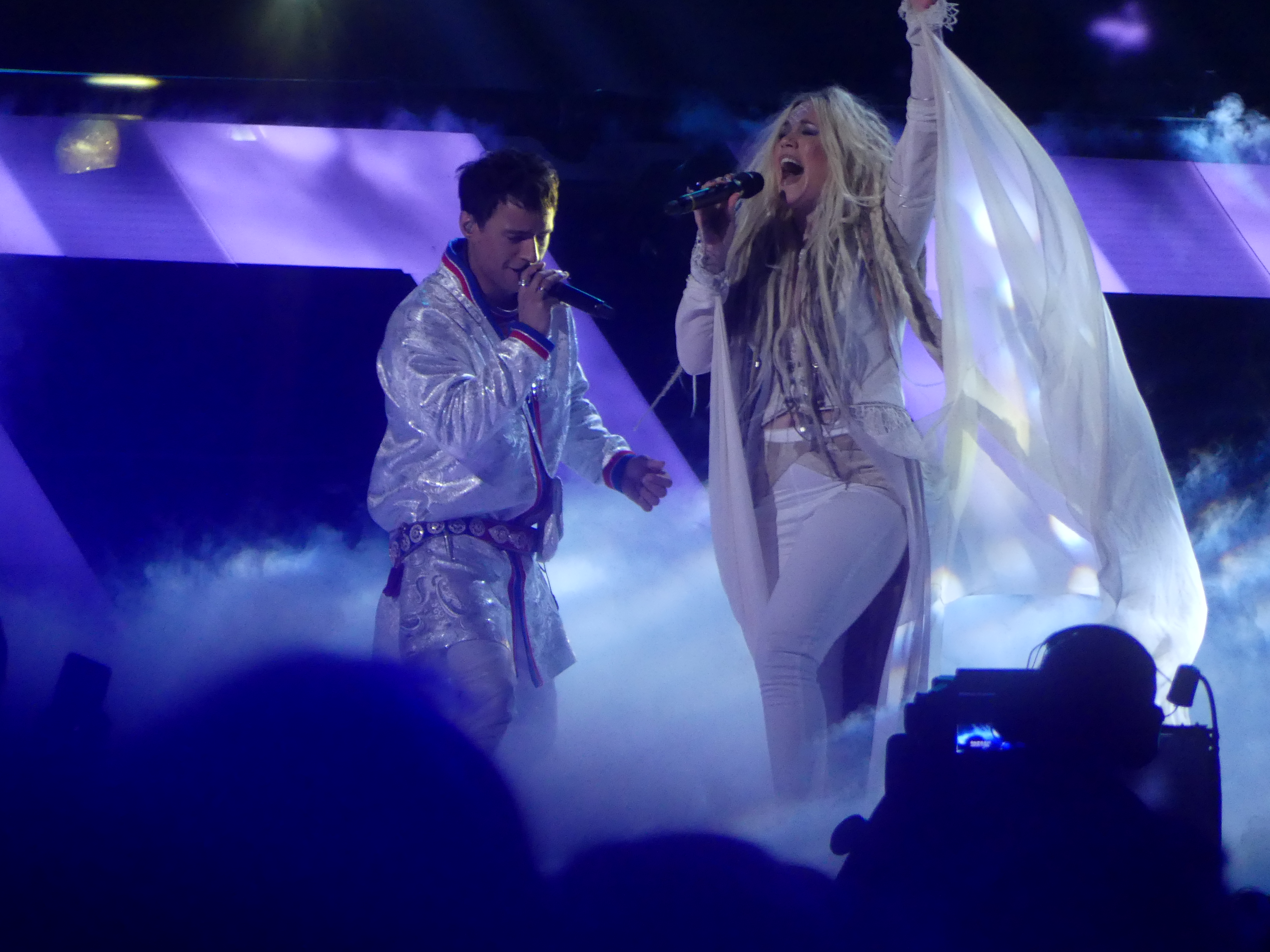
Jon Henrik Fjällgren e Aninia al Melodifestivalen 2017

Nel 2017 ha partecipato nuovamente al Melodifestivalen, in coppia con la cantante Aninia (Elin Nyblom), con la canzone En värld full av strider (Un mondo pieno di battaglie), raggiungendo il terzo posto nella finale dell'11 marzo. Lo stesso anno ha rilasciato l'album Aatjan goengere.
Nel 2018 ha vinto la 13ª edizione del talent show svedese Let's Dance, e nel 2019 ha partecipato al Melodifestivalen con la canzone Norrsken.

## Discografia

### Album
- 2005 - Onne vielle
- 2014 - Goeksegh (ristampato nel 2015 come Goeksegh - Jag är fri)
- 2017 - Aatjan goengere

### Singoli
- 2014 - Daniel's Joik
- 2015 - Jag är fri (Manne leam frijje)
- 2017 - En värld full av strider (Eatneme gusnie jeenh dåaroeh) (feat. Aninia)
- 2019 - Norrsken (Goeksegh)
- 2020 - The Avatar
- 2020 - Mountain Dance